# Кикаш (футболист, 1998)
Жуан Диогу Алвеш Родригеш (порт. João Diogo Alves Rodrigues; род. 17 сентября 1998 года в Каштелу-Бранку, Португалия), более известный как Кикаш (порт. Kikas) — португальский футболист, нападающий клуба «Эштрела».

## Карьера
Кикаш начинал карьеру в родном Каштелу-Бранку и на протяжении своей юношеской карьеры неоднократно возвращался в академии местных клубов, также он занимался футболом в системе «Спортинга» и «Витории». Взрослую карьеру нападающий начал в «Бенфике» из своего родного города, забив 17 мячей в 28 встречах в рамках национального чемпионата сезона 2017/18. В 2018 году Кикаш перешёл в «Белененсеш». 27 августа того же года состоялся его дебют в Примейре: он вышел на замену в матче с «Морейренсе». Форвард активно выступал за «Белененсеш» на протяжении двух лет, отметившись 12 голами в 45 встречах. После этого он выступал на правах аренды за клубы из разных португальских дивизионов, а также кипрскую «Доксу».
В своей последней аренде в «Эштреле» Кикаш провёл 13 игр и забил 3 гола во второй половине португальской Сегунды сезона 2022/23, тем самым внеся свой вклад в выход амадорцев в высший дивизион. В сезоне 2023/24 форвард присоединился к этому клубу на постоянной основе. На его счету были 8 мячей в 31 встреча португальского первенства, причём последний из них был победным в матче последнего тура с «Жил Висенте» и принёс «Эштреле» сохранение места в классе сильнейших. В сезоне 2024/25 Кикаш принял участие в 32 матчах Примейры, отметившись в них 6 забитыми голами.